# Фонтане (награда на град Нойрупин)
Литературната награда „Фонтане“ на град Нойрупин (на немски: Fontane-Preis der Stadt Neuruppin) е учредена през 1994 г. по случай 175-ата годишнина от рождението на Теодор Фонтане. Спонсорира се от родния град на писателя Нойрупин.
„Предвид особеното постижение на Теодор Фонтане като майстор при описанието на природата и хората, наградата се дава на писатели и журналисти на пътеписи или на автори, които създават творби в този смисъл“. С наградата се отличават един или повече автори.
След 2010 г. наградата се присъжда на всеки две години и е в размер на 5000 €.

## Носители на наградата (подбор)
- Гюнтер де Бройн (1999)
- Фридрих Кристиан Делиус (2004)
- Луц Зайлер (2010)
- Кристоф Рансмайр (2014)